# Poder Judicial del Perú
El Poder Judicial es uno de los tres poderes que, según la Constitución Política del Perú, conforman el Estado Peruano. El Poder Judicial está integrado por órganos jurisdiccionales jerárquicamente organizados y ejerce la potestad de administrar justicia en nombre de la Nación.
Está encabezado la Corte Suprema de Justicia de la República del Perú cuya competencia se extiende en todo el territorio de la República del Perú. El segundo nivel jerárquico lo forman las Cortes Superiores de Justicia con competencia en todo un Distrito Judicial. El tercer nivel es formado por los Juzgados de Primera Instancia cuya competencia es, aproximadamente, provincial. Luego, se encuentran los Juzgados de Paz Letrados, con competencia distrital. Y finalmente los Juzgados de Paz no letrados, encargados de resolver asuntos judiciales sencillos en localidades alejadas o que no se encuentran bajo la competencia de un Juzgado de Paz Letrado.

## Historia
Al iniciarse la fase final de la independencia del Perú, el Libertador José de San Martín, por decreto del 12 de febrero de 1821, creó la Cámara de Apelaciones, con el objetivo de reemplazar a la Real Audiencia de Lima y con jurisdicción sobre el recién creado departamento de Trujillo, que abarcaba los territorios de los actuales departamentos de Cajamarca, Piura, Lambayeque, Amazonas (entonces conocido como Chachapoyas) y La Libertad (partidos o provincias de Trujillo, Huamachuco y Pataz), es decir el norte del Perú, con capital en la ciudad de Trujillo. Luego, ocupada Lima por San Martín, se dio un Estatuto Provisional el 8 de octubre de 1821, que establecía que la justicia sería administrada por la “alta cámara de justicia” y los juzgados subalternos.
El 19 de diciembre de 1822, el Primer Congreso Constituyente del Perú dio unas Bases de la Constitución Política, que establecía que el “Poder Judiciario” sería independiente, con magistrados inamovibles y vitalicios.
La Constitución Política de 1823 estableció, junto con los Poderes Ejecutivo y Legislativo, un Poder Judiciario, que debía ser ejercido exclusivamente por los tribunales de justicia y juzgados subalternos. Como máxima instancia estableció una Suprema Corte de Justicia que residiría en la capital de la República y sería compuesta por un presidente, ocho vocales, y dos fiscales, divididos en las salas convenientes.  Dicha Constitución fue sin embargo suspendida para dar paso libre a la dictadura de Simón Bolívar. El 26 de marzo de 1824 se creó la primera Corte Superior de Justicia que tuvo la República del Perú, como máximo tribunal de justicia, con atribuciones de Corte Suprema, bajo la denominación de Corte Superior del Norte y con sede en la ciudad de Trujillo. La Corte Suprema de Justicia se estableció formalmente mediante Decreto Dictatorial provisorio del 22 de diciembre de 1824 emitido por el dictador Bolívar dándose así cumplimiento al artículo 98° de la, entonces ya derogada, Constitución de 1823. Manuel Lorenzo de Vidaurre y Encalada fue nombrado como primer Presidente de la Corte Suprema de Justicia y los señores Francisco Valdivieso y Prada, José Cabero y Salazar, Fernando López Aldana y Tomás Ignacio Palomeque de Céspedes fueron designados como vocales supremos y José María Galdeano y Mendoza fue designado como fiscal.
La Constitución de 1826 estableció que el Tribunal Supremo estaría integrado por siete jueces, cuyas atribuciones y funciones no variaron ni este texto ni en la posterior Constitución de 1839. Durante la Confederación Perú-Boliviana, la Corte Suprema entró en receso siendo restablecida por la Constitución de 1839. Durante la vigencia de la Constitución de 1860 se produjo el golpe de Estado de Mariano Ignacio Prado, creándose la denominada “Corte Central”, que fue desactivada al promulgarse la Constitución de 1867.
La Constitución de 1920 otorgó a la Corte Suprema facultades para resolver temas electorales. La Constitución de 1979 estableció que es el Presidente de la República quien nombra a los magistrados a propuesta del Consejo Nacional de la Magistratura, en tanto que en el caso de los magistrados de la Corte Suprema, era el Senado quien debe ratificar su nombramiento.
Actualmente, la Constitución de 1993 ha reconocido a la Corte Suprema de Justicia como el máximo órgano jurisdiccional de la nación, la que conjuntamente con los órganos que ejercen gobierno y administración, conforman el Poder Judicial. La organización, funcionamiento y competencia de los órganos que conforman este Poder del Estado se encuentra previsto en el Texto Único Ordenado de la Ley Orgánica del Poder Judicial, aprobado por Decreto Supremo N.° 017-93-JUS del 2 de junio de 1993. Sin embargo, durante la década de 1990, Vladimiro Montesinos (jefe del Servicio de Inteligencia Nacional) tomó el dinero del Banco Mundial, que iba a destinarse a la reforma judicial, para elaborar su sistema clandestino. Este sistema paralelo castigaba a aquellas personas que obedecían el Estado de derecho y premiaba a los que obedecían a la red de corrupción de la época.
Para 2000, el sistema judicial estuvo sobrecargado, cuyos casos más extraordinarios fueron 1800 expedientes, más del triple de lo que se puede admitir con regularidad. Hasta el mes de septiembre de 2018 contaba con 8431 trabajadores activos, 3009 pensionistas y 142 prestadores de servicio. En cada ceremonia se reúnen varias autoridades del sector mediante el año judicial.

## Estructura jerárquica
Conforme a lo señalado por la Constitución Política, el Poder Judicial se organiza jerárquicamente y el órgano máximo es la Corte Suprema de Justicia. Luego, la Ley Orgánica del Poder Judicial en su artículo 26° señala que los demás órganos jurisdiccionales son:
- Las Cortes Superiores de Justicia
- Los Juzgados Especializados y Mixtos
- Los Juzgados de Paz Letrados
- Los Juzgados de Paz

### Corte Suprema de Justicia del Perú
La Corte Suprema, también conocida como Tribunal Supremo, se encarga de interpretar la Constitución y de controlar la constitucionalidad de las leyes y de los fallos judiciales. Se trata del tribunal de última instancia, por lo que sus decisiones no pueden ser impugnadas. Por lo tanto, es el máximo órgano jurisdiccional del Perú. Su competencia se extiende a todo el territorio del país, siendo su sede el Palacio de Justicia ubicado en la ciudad de Lima. 
En el Perú, la Constitución garantiza el derecho a la doble instancia por lo que la Corte Suprema solo conoce, como órgano de instancia de fallo, las apelaciones en los procesos que se interpongan ante las Salas Superiores, o los procesos que se interpongan ante la misma Corte Suprema. También conoce exclusivamente los Recursos de Casación, los que no constituyen de ninguna manera una tercera instancia de fallo. También ejercen como cortes de apelación en aquellos casos en que las cortes superiores conocen como primera instancia.
El Presidente de la Corte Suprema de Justicia es el jefe máximo del Poder Judicial de la República del Perú y es elegido el primer jueves del mes de diciembre, cada dos años y en votación secreta de los Jueces Supremos Titulares, los cuales se reúnen en sesión de Sala Plena.

### Cortes Superiores de Justicia
La Corte Superior de Justicia es el segundo nivel jerárquico en que se organiza el Poder Judicial. Solo se encuentran bajo la autoridad de la Corte Suprema de la República y su papel es ser cortes de apelación aunque existen algunos supuestos en los que son tribunales de primera instancia. es el último organismo que conoce de un proceso. En todo el Perú existen 35 Cortes Superiores de Justicia.

### Juzgados Especializados y Mixtos
Los juzgados especializados y mixtos son tribunales de primera instancia cuya competencia es provincial. La Ley Orgánica del Poder Judicial establece en su artículo 46° que son seis especialidades de juzgados civiles: civiles, penales, de trabajo, agrarios, de familia y de tránsito y seguridad vial. En lugares donde no hay juzgados especializados, existen juzgados mixtos. Las apelaciones contra las sentencias expedidas por estos juzgados son conocidos por las Cortes Superiores. De la misma manera, estos juzgados son tribunal de apelación con relación a las sentencias expedidas por los juzgados de paz letrados.

### Juzgados de Paz
Los juzgados de paz son la última instancia jerárquica del poder judicial. Son tribunales de primera instancia y tienen una competencia distrital salvo que, conforme señale el artículo 54° de la Ley Orgánica del Poder Judicial, no alcancen los volúmenes demográficos que establezca el Consejo Ejecutivo del Poder Judicial. La ley diferencia entre los juzgados de paz letrados, que son cortes de derecho, y los juzgados de paz o "no letrados" que son cortes de equidad y cuya competencia se da sólo en lugares geográficamente alejados y que no se encuentran dentro de la competencia de ningún juzgado de paz letrado.

## Señal de televisión
El Poder Judicial del Perú posee desde 2015 su señal televisiva, Justicia TV, la cual puede verse en la televisión digital terrestre en el canal 13.2 de Lima), en las empresas de televisión paga Best Cable, Movistar TV por el canal 551 y en Claro TV por el canal 55.  En 2018, el canal ganó popularidad al emitirse el caso Cócteles, en el que se vio involucrada Keiko Fujimori, y cuya audiencia fue mayor que la de los programas de telerrealidad en Perú.

## Consejo Ejecutivo del Poder Judicial
El Consejo Ejecutivo del Poder Judicial es el órgano de dirección y gestión del Poder Judicial y, según la Ley Orgánica del Poder Judicial, tiene a su cargo las funciones y atribuciones en ellas señaladas. Asume la dirección técnico-administrativa del Poder Judicial y de los organismos señalados por ley. Su sede es la ciudad de Lima y ejerce sus funciones en todo el territorio del país. 
Según el artículo 81° de la Ley Orgánica del Poder Judicial, el Consejo Ejecutivo está integrado por seis miembros con un mandato de dos años:
1. El Presidente del Poder Judicial
2. Dos vocales supremos elegidos por la Sala Plena de la Corte Suprema.
3. Un vocal superior elegido por los Presidentes de las Cortes Superiores.
4. Un juez titular especializado o mixto.
5. Un representante elegido por la Junta de Decanos de los Colegios de Abogados del Perú

## Abogados
La Ley Orgánica del Poder Judicial establece en su artículo 285 que para representar a una parte ante el Poder Judicial, una persona debe ser abogado y debe estar inscrito en la nómina de algún colegio de abogados. El Perú no establece un examen para el ejercicio de la abogacía siendo que la misma es libre para todos quienes cuenten con el título de abogado emitido u homologado por una universidad peruana y estén inscritos ante una Corte Superior y un Colegio de Abogados. La Ley Orgánica del Poder Judicial establece que toda parte que litigue ante el Poder Judicial debe contar con la defensa ejercida por un letrado (abogado). Conforme al artículo 155-G de la Ley Orgánica del Poder Judicial Se exceptúan de esta obligación a las partes que litigan procesos de alimentos, habeas corpus y procesos laborales y aquellos que se tramitan ante juzgados de paz no letrados.